# Région de Marius
Marius Regio
Pour les articles homonymes, voir Marius.
La région de Marius (désignation internationale : Marius Regio) est une région de 4 940 km de diamètre située sur Ganymède. Elle a été nommée en référence à Simon Marius, astronome allemand.